# 代替物
代替物 （拉丁語：res fungibiles）在民法學上係指為交易上不注重物之個性，而可以同種類、品質及數量的其他物代替之物，例如纯度100%的1盎司黄金可以用另1盎司相同纯度的黄金代替，1元纸币可以用另一张1元纸币代替；於消費借貸及消費寄託契約，僅能以代替物為標的物。代替物與不代替物相對，如金錢、酒、米及穀物等屬之。